# Institut supérieur des études technologiques de Radès
L’Institut supérieur des études technologiques de Radès (arabe : المعاهد العليا للدراسات التكنولوجية برادس) (ISET-Radès) est une institution d'enseignement supérieur tunisienne formant des techniciens supérieurs et délivrant le diplôme de licence nationale dans plusieurs domaines.
Il assure la formation selon la réforme LMD du système de l'enseignement supérieur tunisien au sein des départements suivants : génie mécanique, génie civil, génie électrique, technologies d'informatique et gestion des entreprises et des administrations.
L'Iset de Radès est situé dans la banlieue de Radès (gouvernorat de Ben Arous) et abrite aussi la direction générale des études technologiques.
L'établissement a obtenu le 22 décembre 2024 deux certificats de qualité remis par l'Association française de normalisation : ISO 9001 et ISO 21001.